# واناهایم
واناهایم (به زبان نروژی باستان: Vanaheimr) در اساطیر اسکاندیناوی، یکی از نه بخش جهان در کیهان‌شناسی نورس و همان‌طور که از نامش پیداست سرزمین نژاد ونیر، ایزدان و ایزدبانوان باروری، حاصلخیزی و خرد است. ونیر استادان سحر و جادو نیز بودند و با علم غیبی که داشتند می‌توانستند آینده را پیشگویی کنند. هیچکس به‌طور دقیق نمی‌داند این سرزمین کجا واقع شده‌ و حتی چگونه به نظر می‌رسد، اما در برخی منابع، واناهایم در غرب آسگارد، بالاترین سطح جهان قرار دارد. این تنها سرنخی است که از «لوکاسنا» (یکی از اشعار ذکر شده در ادای شاعرانه) در دست می‌باشد که در آن گفته شده: وقتی نیورد ایزد دریاها، پس از جنگ آسیر و ونیر به عنوان گروگان از سمت شرق به سوی آسگارد به راه افتاد، می‌توان نتیجه گرفت واناهایم جایی در سمت غرب آسگارد واقع شده‌است.